# П'єве-ді-Боно
П'єве-ді-Боно (італ. Pieve di Bono) — колишній муніципалітет в Італії, у регіоні Трентіно-Альто-Адідже,  провінція Тренто. З 1 січня 2016 року П'єве-ді-Боно є частиною новоствореного муніципалітету П'єве-ді-Боно-Преццо.
П'єве-ді-Боно розташовані на відстані близько 480 км на північ від Рима, 40 км на захід від Тренто.
Населення — 1275 осіб (2014).
Щорічний фестиваль відбувається жовтня. Покровитель — Santa Giustina.

## Демографія
Населення за роками:

Станом на 31 грудня 2014 року в муніципалітеті офіційно проживали 43 іноземці з 13 країн, серед них 21 громадянин країн Євросоюзу та 3 громадяни України.

## Сусідні муніципалітети
- Берсоне
- Беццекка
- Кастель-Кондіно
- Борго-Кєзе
- Кончеї
- Лардаро
- Празо
- Преццо
- Тіарно-ді-Сотто
- Тіоне-ді-Тренто